# Геворг Скевраці
Геворг Скевраці або Геворг Ламбронеці (вірм. Գեւորգ Սկեւռացի;  ()—1247, Ламброн, Кілікія—1301) — вірменський учений, вардапет, оратор, письменник, політичний діяч.

## Біографія
Народився близько 1246 року в Ламброне, Кілікійського вірменського царства. Був одним з освічених вардапетів середньовічної Вірменії. Початкову освіту отримав у свого дядька Григора Скевраці, в 1256—1257 роках навчався у ченця Мхітара з монастиря Скевра. Здобув богословську і філософську освіту в школі великого вченого часу Вардана Аревелці. У монастирях Кілікійської Вірменії займався переписуванням літописів, читав проповіді, вів викладання. Більшу частину свого життя провів у монастирі Скевра, де до самої смерті в 1301 році був настоятелем. У числі інших священнослужителів брав безпосередню і активну участь у боротьбі проти унії вірменської і римських церков.

## Наукова діяльність
Геворг Скевраці автор 3 граматичних творів: «Повчання про властивості складів», «Повчання про просодію» і «Повчання про мистецтво писання», які є важливим внеском в історію розвитку вірменської писемності. У них Скевраці розробив і класифікував правила законів силлабації, пунктуації, орфографії та артикуляції вірменської мови, займався проблемами орфоепії, розробив правила перенесення. Найбільш важливими як для теорії так і практики стали його правила складоподілу і перенесення. Рекомендовані ним правила, з невеликими змінами, використовуються і в сучасній вірменській мові, а праці в свій час служили підручниками писарів та письменників рукописів.
Залишив різноманітну творчу спадщину, мав велику роль у розвитку вірменської богословської літератури. Скевраці належать настанови, поетичні, музичні та інші твори. Автор багатьох екзегетичних творів, серед яких тлумачення на «Діяння апостолів», написане до 1289 року за замовленням Ованеса Царебрата, брата кілікійського царя Хетума I. Пізніше за наказом царя Хетума II в 1290—1291 роках написав тлумачення на книгу пророка Ісаї. Величезне значення для вивчення історії та коментування біблійних текстів мають «передмови» і «змісти» складені Геворгом Скевраці до книг Старого і Нового завітів.
Геворг Скевраці є також редактором збірок «Тонапатчар» (аналог синаксаря) і гімнів «Шаракноца», відомого як «Хлкеці». Займався систематизацією обрядів і свят вірменської церкви і вірменського зведення церковних канонів. Ним були складені численні молитовні пісні-проповіді та дифірамби. У 1283 році на прохання Ованеса Царебрата написав «Оду євангелісту Іоанну». Є припущення, що був придворним художником, відомий як один з майстрів художнього оформлення книги